# Hydrogéophysique
L'hydrogéophysique est l'étude des écoulements d'eau souterraine (Hydrogéologie) par des méthodes géophysiques.
Les principales méthodes géophysiques sont :
- le sondage électrique : étude de la résistivité électrique souterraine en un point
- la tomographie électrique de résistivité : profil de résistivité électrique du sous-sol par assemblage de sondages électriques.
- l’électromagnétisme:  étude de la conductivité du sous-sol en y induisant un courant électrique.
- l'étude de la polarisation spontanée et provoquée
- la résonance magnétique protonique : étude du signal électromagnétique émis par les protons (H+) présents dans l'eau du sous-sol.